# لوتر (تورینگن)
لوتر (به آلمانی: Lutter) یک شهر در آلمان است که در آیشسفلد واقع شده‌است. لوتر ۷۳۳ نفر جمعیت دارد.